# Distúrbios no Tibete em 1987-1993
Os distúrbios no Tibete em 1987-1993 foram uma série de protestos pró-independência, distúrbios e violência que ocorreram entre setembro de 1987 e junho de 1993 nas áreas tibetanas da República Popular da China: Sichuan, Região Autônoma do Tibete e Qinghai, e nas prefeituras tibetanas em Yunnan e Gansu .
As maiores manifestações ocorreram em 5 de março de 1989, na capital do Tibete, Lhasa, quando um grupo de monges, monjas e leigos saíram às ruas a medida que o 30º aniversário da Revolta no Tibete em 1959 se aproximava. A polícia e os agentes de segurança tentaram reprimir os protestos, mas as tensões escalaram  e uma multidão ainda maior de manifestantes se acumulou. Depois de três dias de violência, uma lei marcial foi declarada em 8 de março de 1989, e os jornalistas estrangeiros e turistas foram expulsos do Tibete em 10 de março. Os relatos de mortes e de força militar sendo usado contra os manifestantes eram proeminentes. Os números de mortos são desconhecidos.
As causas, a evolução e as consequências desses distúrbios, que diferem substancialmente, se baseiam em fontes do governo chinês, do governo tibetano no exílio, de observadores ou das organizações humanitárias.